# Fachsenberg
Der Fachsenberg in der Stadt Neresheim ist eine Bergzunge mit einer Höhe von etwa 601 m ü. NHN. Noch im Spätmittelalter gab es dort eine Ortschaft.

## Lage
Die Bergzunge liegt auf der Gemarkung Elchingen und ist ein Ausläufer der Hochfläche, auf der Elchingen liegt. Sie liegt etwa eineinhalb Kilometer östlich der Ortschaft. Abgegrenzt wird die Bergzunge durch die Trockentäler Dossinger Tal im Osten, das Elchinger Tal im Süden und das Flochberger Tal im Norden.

## Geschichte
Einer Elchinger Sage nach soll auf dem Fachsenberg früher das Fachsenschloss gestanden haben, auf dem der Ritter vom Fachsenberg gelebt habe. Tatsächlich findet sich in den Akten der Abtei Neresheim ein Gut namens Fachsenberg, das im Jahr 1313 vom Kloster Lorch um 12 Pfund gekauft wurde. Dort lebte Heinrich Waltkircher mit seinen Söhnen Konrad und Heinrich. Vermutlich gehörte Fachsenberg zum lorchischen Amt Hohenlohe.
Wann die Ortschaft abgegangen ist, ist unbekannt. Auf der Württembergischen Urkarte von 1830 ist sie nicht verzeichnet. Sollte auf dem Berg tatsächlich eine Burg gestanden haben, so war sie in direkter Nachbarschaft und im Sichtfeld der Burg Merkingen.